# Jomtow Lipmann Heller
Jomtow Lipmann Heller (Jom Tob Lipmann Heller; * 1579 in Wallerstein, Bayern, damals Fürstentum Oettingen-Wallerstein; gestorben am 7. September 1654 in Krakau, Polen) war Talmudist und Rabbiner in Wien, Prag und Krakau.

## Leben
Hellers Vater Nathan Heller starb vor der Geburt seines Sohnes im Alter von 18 Jahren. Seine Mutter stammte aus Prag. Heller wurde zunächst von seinem Großvater erzogen, der Rabbiner in Wallerstein war. Anschließend lernte er in Friedberg beim Rabbiner Jacob Günzburg, bevor er nach Prag zog. 1593 oder 1594 heiratete er Rachel, die Tochter eines reichen Kaufmanns in Prag. Zwischen 1598 und 1616 wurden zehn Kinder geboren. 1597 übernahm Heller sein erstes Amt als Rabbinischer Richer. Ab 1625 war er Rabbiner von Nikolsburg, bevor er noch im gleichen Jahr Rabbiner in Wien wurde. 1627 wurde er Hauptrabbiner von Prag, zwei Jahre später wurde er wegen angeblich staats- und kirchenfeindlicher Formulierungen in seinen Schriften verhaftet und kam ins Gefängnis nach Wien. Gegen eine hohe Kaution kam er frei und ging nach Prag zurück. Er verlor jedoch alle Ämter und wanderte daher 1631 nach Lublin aus, später kam er nach Brest-Litowsk und schließlich nach Niemirów in Podolien, wo er Rabbiner wurde. Von 1634 bis 1640 war er Rabbiner in Wlodzimierz Wolynski. 1641 wurde er wieder wegen Inhalten in seinen Schriften zur Flucht gezwungen. 1644 wurde Heller dann Rabbiner von Krakau und 1648 auch Rektor. Er wurde auf dem Alten jüdischen Friedhof in Krakau begraben.
Heller schrieb u. a. Tossefot Jomtow, einen Mischna-Kommentar, häufig mit dem Text der Mischna-Ausgaben zusammengedruckt (ergänzt den Kommentar Bertinoros; diese „Zusätze“, Tosafot Jom Tob, wurden zuerst 1617 in Prag gedruckt).